# Ileana Cristina Dumitrache
Ileana Cristina Dumitrache (n. 1 decembrie 1982, Constanța, România) este un om politic român. Ileana Cristina Dumitrache a fost aleasă ca deputat în legislaturile 2008-2012, 2012-2016 și 2016-2020, din partea Partidului Social Democrat. 
Ileana Cristina Dumitrache este fiica omului de afaceri și consilierului județean PSD Ion Dumitrache și căsătorită cu fostul consul al României la Ancona George Teseleanu (48 ani) având ca naș pe Valeriu Zgonea .
A votat (2013) pentru  modificarea Codului penal pentru schimbarea definiției conflictului de interese, pentru scoaterea parlamentarilor din randul funcționarilor publici și, implicit, acordarea de imunitate de facto pentru infracțiunile de serviciu, inclusiv de corupție, și pentru micșorarea termenului de prescripție specială. 